# Miguel San Román Núñez
Miguel San Román Núñez (Mombuey, Zamora, Espanya, 25 d'abril de 1938 - Madrid, 10 de novembre de 2015) va ser un futbolista espanyol que jugava com a porter. El 30 d'octubre de 2015 va ingressar en estat greu a causa d'un infart en l'Hospital de la Princesa de Madrid, on finalment va morir el 10 de novembre de 2015.

## Clubs
| Club                   | País    | Període   |
| ---------------------- | ------- | --------- |
| Club Atlètic de Madrid | Espanya | 1958-1959 |
| Rayo Vallecano         | Espanya | 1959-1960 |
| Real Murcia CF         | Espanya | 1960-1961 |
| Club Atlètic de Madrid | Espanya | 1961-1970 |